# 恰格拉克乡
恰格拉克乡，是中华人民共和国新疆维吾尔自治区阿克苏地区温宿县下辖的一个乡镇级行政单位。

## 行政区划
恰格拉克乡下辖以下地区：
叶克艾日克村、喀拉萨尔克村、恰格拉克村、吉格代村、代甫台尔村、苏亚克斯村、古勒巴格村和喀拉都维村。